# Раевский, Николай Иванович
Николай Иванович Раевский (1835―1898) ― русский педагог, руководитель ряда учебных заведений.

## Биография
Родился 1 (13) апреля 1835 года.
Получил образование в 5-й Санкт-Петербургской гимназии и на естественном отделении физико-математического факультета Санкт-Петербургского университета. Был репетитором естественных наук во 2-м кадетском корпусе, затем ― преподавателем в 5-й гимназии и в Смольном институте; в 1860—1863 годах преподавал естественную историю в специальных педагогических классах Александровского училища.
Как учитель естественных наук одним из первых в России применил новую педагогическую методику, в соответствии с которой старался учить своих подопечных производить собственные наблюдения по ботанике и зоологии, возбуждая в них серьёзный интерес к науке: из его учеников в 5-й гимназии стали профессорами ботаники И. П. Бородин, А. Ф. Баталин и Я. Х. Гоби.
Позже Раевский занимал должность инспектора в училище приюта принца Ольденбургского, инспектором 5-й гимназии, директором реального училища в Пскове (где Раевский устроил ботанический сад), директором Лесного института (в 1881 году), директором Оренбургского учительского института, главным инспектором училищ Восточной Сибири, директором Московского учительского института (1888―1890), директором народных училищ Санкт-Петербургской губернии и, наконец, директором 2-го реального училища в Санкт-Петербурге.
Был автором ряда учебников и учебных пособий, печатался в периодических изданиях.
Умер 8 (20) ноября 1898 года. Похоронен на Смоленском православном кладбище.
Был прадедом композитора Сергея Альбертовича Кортеса.

## Сочинения
- «Ключ к наукам» (перевод с немецкого)
- «Собирание растений и составление гербария» (Санкт-Петербург, 1874)
- «Приготовительный курс ботаники» (10-е изд., Санкт-Петербург, 1887)
- «Таблицы для определения семейств и родов петербургской флоры» (Санкт-Петербург, 1876)
- «Краткий учебник географии» (2-е изд. Санкт-Петербург, 1885)
- «Систематический курс ботаники» (5-е изд. Санкт-Петербург, 1887)
- «География как наука и учебный предмет» (Санкт-Петербург, 1887)
- «Физическое землеведение» (Т. 1, Москва, 1889; Т. 2, Санкт-Петербург, 1892)
- «О построении и черчении карт» (Санкт-Петербург, 1886)